# Agnello (araldica)
In araldica l'agnello è simbolo di innocenza e mansuetudine. Di norma è rappresentato passante e, molto raramente, con due teste.
In campo religioso è stato simbolo, oltre che di Gesù, degli Apostoli, dell'Eucaristia, della castità e dei Martiri. Nei primi tempi del cristianesimo il Cristo veniva raffigurato quasi esclusivamente con l'agnello, come disposto con un canone del Concilio in Trullo, perché i Padri della Chiesa temevano che la rappresentazione di Gesù messo a morte in croce potesse influenzare negativamente le popolazioni ancora idolatre ed ignoranti. Solo il Concilio di Costantinopoli del 692 autorizzò la rappresentazione della realtà e non più dell'allegoria.

Agnello passante (stemma di Bad Kreuzen, Austria)
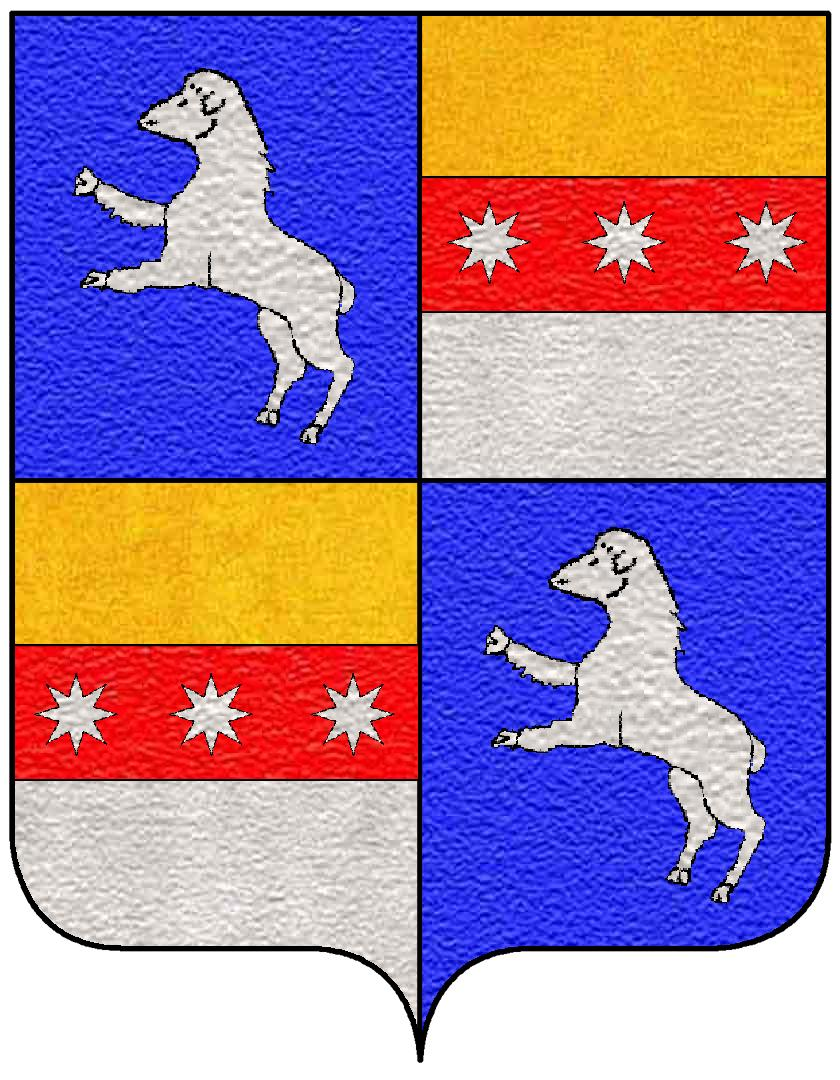
Inquartato: al 1° e 4° d'azzurro, all'agnello ritto d'argento (famiglia Agnelli di Mantova)